# Catelyn Stark
Catelyn Stark (nascida: Tully) é uma personagem fictícia da série de livros de fantasia A Song of Ice and Fire, do escritor norte-americano George R. R. Martin. Ela é interpretada pela atriz Michelle Fairley na adaptação televisiva Game of Thrones, do HBO. Em ambas as mídias, ela é introduzida como a esposa de Ned Stark e a honoravel Lady de Winterfell, uma ancestral fortaleza no Norte do reino fictício de Westeros. 
Catelyn aparece pela primeira vez no primeiro livro da série, A Game of Thrones (1996), como uma mulher nascida na Casa Tully de  Riverrun. Casada com Ned Stark, ela tem cinco filhos: Robb, Sansa, Arya, Bran e Rickon. Seu destino se difere entre a saga literária e série de televisão. Nos livros, ela acaba morrendo assassinada e ressuscitada como Lady Coração de Pedra e na adaptação para TV, ela é assassinada no Casamento Vermelho desaparecendo da continuação da história. Este destino diferente foi uma das discordâncias entre o autor dos livros, George R. R. Martin, e os produtores e roteiristas da série de TV, D. B. Weiss e David Benioff.

## Perfil
Catelyn Stark é descrita como bonita, com pele clara, longos cabelos ruivos, olhos azuis, dedos longos, maçãs do rosto salientes e seios fartos, e vestida simplesmente na cor cinza da Casa Stark ou no azul e vermelho da Casa Tully de seu pai. Ela é orgulhosa, forte, gentil e generosa, tem um forte domínio da política e muitas vezes é governada pelo desejo de proteger seus filhos. Catelyn geralmente concorda com seu marido Eddard Stark, mas se ressente de sua admissão de seu filho extraconjugal, Jon Snow, em sua casa.

## Biografia fictícia

### Série literária
Catelyn foi originalmente prometida pelo irmão mais velho de Eddard, Brandon Stark, o herdeiro de Winterfell na época. Quando Brandon foi sadicamente executado pelo Rei Aerys II, Lord Jon Arryn, que era o guardião de Eddard e Robert Baratheon, rebelou-se contra a Casa Targaryen. Logo depois que os rebeldes venceram a Batalha dos Sinos, Catelyn se casou com Eddard, nunca tendo conhecido o novo noivo antes do dia do casamento, para consolidar a aliança entre as Terras Fluviais e o Norte. Ela ficou inicialmente desapontada porque Eddard era mais baixo e considerado menos bonito do que seu irmão Brandon, mas depois se apaixonou por ele depois de ver o "bom e doce coração sob seu rosto solene".

#### A Game of Thrones
Dezenove anos depois da acensão de Robert Baratheon como rei, a família real chegar a Winterfell. Catelyn recebe uma carta da irmã, Lysa Arryn, contando que seu marido Jon, a Mão do Rei (segundo-em-comando no reino) do rei Robert Baratheon, foi assassinado pelos Lannisters. Baratheron convence Ned a assumir o cargo. Quando seu filho Bran é ferido na queda de uma torre – de onde foi empurrado por Jaime Lannister – e fica em coma, ela fica ao lado de sua cama até que eles são atacados por um assassino enviado para matar Bran. Apesar de evitar a morte do filho, Catelyn fica ferida e depois que se recupera vai para Porto Real, a capital do reino, para avisar Ned, que lá já se encontrava, do ataque. Na capital, seu amigo de infância Petyr Baelish, o "Mindinho", lhe diz que a adaga usada no atentado foi um dia dada por ele a Tyrion Lannister. De volta a Winterfell, ela prende Tyrion e o envia à sua irmã  Lysa na fortaleza Ninho da Águia, no Vale, onde vivem os Arryn; Tyrion escapa à execução quando exige um julgamento por combate e seu campeão, Bronn, que o havia escoltado até lá por ordem de Catelyn, mata o oponente. Após receberem as notícias sobre a execução de Ned em Porto Real, por ordem do rei Joffrey Baratheon, ela pede por paz mas seu pedido é rejeitado por seu filho mais velho Robb, agora recém-coroado Rei do Norte, e seus soldados.

#### A Clash of Kings
Catelyn aconselha Robb contra o plano do filho de enviar Theon Greyjoy, que vive com eles desde a infância como protegido de Ned, para procurar o pai,  Balon Greyjoy, e formar uma aliança entre as duas casas contra os Lannisters. Ao mesmo tempo, ela é enviada por Robb para tentar uma aliança com Renly Baratheon, o irmão mais novo do rei morto, Robert. Ela encontra-se com Renly em Bitterbridge e segue com ele para Storm's End, a ancestral base do clã Baratheon, onde testemunha primeiro uma discussão infrutífera entre Renly e seu irmão mais velho, Stannis Baratheon, que também reclama o trono, e assiste ao assassinato de Renly no dia seguinte por uma criatura em forma de sombra. Ela foge de lá com Brienne de Tarth, integrante da Guarda Real de Renly, para Riverrun. Depois de saber da notícia da suposta morte de seus filhos mais novos pelas mãos de Theon, que os traiu e tomou Winterfell, Catelyn confronta o cativo Jaime Lannister, aprisionado por Robb e seus aliados. Embora o livro termine de maneira ambígua com relação a ela, no início do livro posterior é revelado que Catelyn libertou Jaime e o mandou de volta a Porto Real escoltado por Brienne, em troca de suas duas filhas, Sansa e Arya, aprisionadas na capital pelos Lannisters.

#### A Storm of Swords
Catelyn é colocada sob prisão em Riverrun por seu irmão Edmure Tully mas é perdoada por Robb depois dele anunciar seu casamento com Jeyne Westerling, invalidando seu comprometimento de casamento com uma das filhas da Casa Frey. Lorde Walder Frey concorda em perdoar Robb se Edmure casar com sua filha Roslin, o que é aceito, e Catelyn viaja com Robb e outros lordes do Norte ao castelo dos Frey para a festa de casamento. Entretanto, a festa era uma armadilha para os Stark e Frey e seus homens se vingam deles matando primeiro todos os soldados e lordes do Norte e depois Jeyne, Robb e Catelyn, no que ficou conhecido como o "Casamento Vermelho". Na tentativa de salvar o filho, Catelyn pega Aegon Frey como refém e o mata quando Roose Bolton mata Robb; ela então tem a garganta cortada por Raymund Frey.
Três dias depois, Catelyn é revivida por Lorde Beric Dondarrion, que sacrifica a própria vida para ressuscitá-la. Entretanto, o tempo que ficou morta causou danos a seus corpo, deixando-a parecida com um zumbi; além disso, depois de voltar à vida ela perdeu muito de sua personalidade anterior, exceto pelo ódio aos Frey. Ela então assume a liderança do bando fora-da-lei de Dondarrion, a Irmandade Sem Bandeiras, e muda seu objetivo para o extermínio da Casa Frey. Sua brutalidade intransigente daí em diante lhe vale o apelido "Lady Coração de Pedra".

#### A Feast for Crows
Lady Coração de Pedra e a Irmandade Sem Bandeiras cruzam com um pequeno grupo liderado por Brienne de Tarth, que lhe informa que está em busca de Sansa Stark a pedido de Jaime Lannister. Coração de Pedra acusa Brienne de traição porque ela carrega a espada "Oathkeeper", uma espada dos Lannister forjada do aço valiriano ancestral da espada de Ned Stark, Ice. Brianne jura que ainda é leal a ela, mas Coração de Pedra insiste que ela prove isto matando Jaime, que ela acredita ter estado por trás do massacre no Casamento Vermelho. Brienne se recusa e quando está prestes a ver seu escudeiro  Podrick Payne ser enforcado, grita uma palavra desconhecida.

### Genealogia
| \| \| \| \| \| \| \| \| \| \| \| \| \| \| \| \| \| \| \| \| \| \| \| \| \| \| \| \| \| \| \| \| \| \| \| \| \| \| \| \| \| \| \| \| \| \| \| \| \| \| \| \| \| \| \| \| \| \| \| \| \| \| \| \| \| \| \| \| \| \| \| \| \| \| \| \| \| \| \| \| \| \| \| \| \| \| \| \| \| \| \| \| \| \| \| \| \| \| \| \| \| \| \| \| \| \| \| \| \| \| \| \| \| \| \| \| \| \| \| \| \| \| \| \| \| \| \| \| \| \| \| \| \| \| \| \| \| \| \| \| \| \| \| \| \| \| \| \| \| \| \| \| \| \| \| \| \| \| \| \| \| \| \| \| \| \| \| Hoster[a] \| Hoster[a] \| Hoster[a] \| Hoster[a] \| Hoster[a] \| Hoster[a] \| \| \| Minisa Whent[b][c] \| Minisa Whent[b][c] \| Minisa Whent[b][c] \| Minisa Whent[b][c] \| Minisa Whent[b][c] \| Minisa Whent[b][c] \| \| \| Brynden "O Peixe Negro"[b] \| Brynden "O Peixe Negro"[b] \| Brynden "O Peixe Negro"[b] \| Brynden "O Peixe Negro"[b] \| Brynden "O Peixe Negro"[b] \| Brynden "O Peixe Negro"[b] \| \| \| \| \| \| \| \| \| \| \| \| \| \| \| \| \| \| \| \| \| \| \| \| \| \| \| \| \| \| \| \| \| \| \| \| \| \| \| \| \| \| \| \| \| \| \| \| \| \| Hoster[a] \| Hoster[a] \| Hoster[a] \| Hoster[a] \| Hoster[a] \| Hoster[a] \| \| \| Minisa Whent[b][c] \| Minisa Whent[b][c] \| Minisa Whent[b][c] \| Minisa Whent[b][c] \| Minisa Whent[b][c] \| Minisa Whent[b][c] \| \| \| Brynden "O Peixe Negro"[b] \| Brynden "O Peixe Negro"[b] \| Brynden "O Peixe Negro"[b] \| Brynden "O Peixe Negro"[b] \| Brynden "O Peixe Negro"[b] \| Brynden "O Peixe Negro"[b] \| \| \| \| \| \| \| \| \| \| \| \| \| \| \| \| \| \| \| \| \| \| \| \| \| \| \| \| \| \| \| \| \| \| \| \| \| \| \| \| \| \| \| \| \| \| \| \| \| \| \| \| \| \| \| \| \| \| \| \| \| \| \| \| \| \| \| \| \| \| \| \| \| \| \| \| \| \| \| \| \| \| \| \| \| \| \| \| \| \| \| \| \| \| \| \| \| \| \| \| \| \| \| \| \| \| \| \| \| \| \| \| \| \| \| \| \| \| \| \| \| \| \| \| \| \| \| \| \| \| \| \| \| \| \| \| \| \| \| \| \| \| \| \| \| \| \| \| \| \| \| \| \| \| \| \| \| \| \| \| \| \| \| \| \| \| \| \| \| \| \| \| \| \| \| \| 3 filhos[c] \| 3 filhos[c] \| 3 filhos[c] \| 3 filhos[c] \| 3 filhos[c] \| 3 filhos[c] \| \| \| Catelyn[a] \| Catelyn[a] \| Catelyn[a] \| Catelyn[a] \| Catelyn[a] \| Catelyn[a] \| \| \| Eddard Stark[a] \| Eddard Stark[a] \| Eddard Stark[a] \| Eddard Stark[a] \| Eddard Stark[a] \| Eddard Stark[a] \| \| \| Petyr Baelish[d] \| Petyr Baelish[d] \| Petyr Baelish[d] \| Petyr Baelish[d] \| Petyr Baelish[d] \| Petyr Baelish[d] \| \| \| Lysa[a] \| Lysa[a] \| Lysa[a] \| Lysa[a] \| Lysa[a] \| Lysa[a] \| \| \| Jon Arryn[a] \| Jon Arryn[a] \| Jon Arryn[a] \| Jon Arryn[a] \| Jon Arryn[a] \| Jon Arryn[a] \| \| \| Edmure[a] \| Edmure[a] \| Edmure[a] \| Edmure[a] \| Edmure[a] \| Edmure[a] \| \| \| Roslin Frey[e] \| Roslin Frey[e] \| Roslin Frey[e] \| Roslin Frey[e] \| Roslin Frey[e] \| Roslin Frey[e] \| \| \| \| \| \| \| \| \| \| 3 filhos[c] \| 3 filhos[c] \| 3 filhos[c] \| 3 filhos[c] \| 3 filhos[c] \| 3 filhos[c] \| \| \| Catelyn[a] \| Catelyn[a] \| Catelyn[a] \| Catelyn[a] \| Catelyn[a] \| Catelyn[a] \| \| \| Eddard Stark[a] \| Eddard Stark[a] \| Eddard Stark[a] \| Eddard Stark[a] \| Eddard Stark[a] \| Eddard Stark[a] \| \| \| Petyr Baelish[d] \| Petyr Baelish[d] \| Petyr Baelish[d] \| Petyr Baelish[d] \| Petyr Baelish[d] \| Petyr Baelish[d] \| \| \| Lysa[a] \| Lysa[a] \| Lysa[a] \| Lysa[a] \| Lysa[a] \| Lysa[a] \| \| \| Jon Arryn[a] \| Jon Arryn[a] \| Jon Arryn[a] \| Jon Arryn[a] \| Jon Arryn[a] \| Jon Arryn[a] \| \| \| Edmure[a] \| Edmure[a] \| Edmure[a] \| Edmure[a] \| Edmure[a] \| Edmure[a] \| \| \| Roslin Frey[e] \| Roslin Frey[e] \| Roslin Frey[e] \| Roslin Frey[e] \| Roslin Frey[e] \| Roslin Frey[e] \| \| \| \| \| \| \| \| \| \| \| \| \| \| \| \| \| \| \| \| \| \| \| \| \| \| \| \| \| \| \| \| \| \| \| \| \| \| \| \| \| \| \| \| \| \| \| \| \| \| \| \| \| \| \| \| \| \| \| \| \| \| \| \| \| \| \| \| \| \| \| \| \| \| \| \| \| \| \| \| \| \| \| \| \| \| \| \| \| \| \| \| \| \| \| \| \| \| \| \| \| \| \| \| \| \| \| \| \| \| \| \| \| \| \| \| \| \| \| \| \| \| \| \| \| \| \| \| \| \| \| \| \| \| \| \| \| \| \| \| \| \| \| \| Robb Stark[b] \| Robb Stark[b] \| Robb Stark[b] \| Robb Stark[b] \| Robb Stark[b] \| Robb Stark[b] \| \| \| Sansa Stark[b] \| Sansa Stark[b] \| Sansa Stark[b] \| Sansa Stark[b] \| Sansa Stark[b] \| Sansa Stark[b] \| \| \| Arya Stark[b] \| Arya Stark[b] \| Arya Stark[b] \| Arya Stark[b] \| Arya Stark[b] \| Arya Stark[b] \| \| \| Brandon Stark[b] \| Brandon Stark[b] \| Brandon Stark[b] \| Brandon Stark[b] \| Brandon Stark[b] \| Brandon Stark[b] \| \| \| Rickon Stark[b] \| Rickon Stark[b] \| Rickon Stark[b] \| Rickon Stark[b] \| Rickon Stark[b] \| Rickon Stark[b] \| \| \| \| \| \| \| Robert Arryn[b] \| Robert Arryn[b] \| Robert Arryn[b] \| Robert Arryn[b] \| Robert Arryn[b] \| Robert Arryn[b] \| \| \| \| \| \| \| \| \| \| \| \| \| \| \| \| \| \| \| \| \| |            |            |            |            |            |  |  |             |             |             |             |             |             |  |  |            |            |            |            |            |            |  |  |               |               |               |               |               |               |  |  |               |               |               |               |               |               |  |  |                         |                         |                         |                         |                         |                         |              |              |              |              |           |           |           |           |  |  |        |        |        |        |        |        |  |  |             |             |             |             |             |             |
| Notas: 1. 2. 3. 4. 5. |            |            |            |            |            |  |  |             |             |             |             |             |             |  |  |            |            |            |            |            |            |  |  |               |               |               |               |               |               |  |  |               |               |               |               |               |               |  |  |                         |                         |                         |                         |                         |                         |              |              |              |              |           |           |           |           |  |  |        |        |        |        |        |        |  |  |             |             |             |             |             |             |
| |            |            |            |            |            |  |  |             |             |             |             |             |             |  |  |            |            |            |            |            |            |  |  |               |               |               |               |               |               |  |  |               |               |               |               |               |               |  |  |                         |                         |                         |                         |                         |                         |              |              |              |              |           |           |           |           |  |  |        |        |        |        |        |        |  |  |             |             |             |             |             |             |
| |            |            |            |            |            |  |  |             |             |             |             |             |             |  |  |            |            |            |            |            |            |  |  |               |               |               |               |               |               |  |  |               |               |               |               |               |               |  |  |                         |                         |                         |                         |                         |                         |              |              |              |              |           |           |           |           |  |  |        |        |        |        |        |        |  |  |             |             |             |             |             |             |
| |            |            |            |            |            |  |  |             |             |             |             |             |             |  |  |            |            |            |            |            |            |  |  | Hoster        | Hoster        | Hoster        | Hoster        | Hoster        | Hoster        |  |  | Minisa Whent  | Minisa Whent  | Minisa Whent  | Minisa Whent  | Minisa Whent  | Minisa Whent  |  |  | Brynden "O Peixe Negro" | Brynden "O Peixe Negro" | Brynden "O Peixe Negro" | Brynden "O Peixe Negro" | Brynden "O Peixe Negro" | Brynden "O Peixe Negro" |              |              |              |              |           |           |           |           |  |  |        |        |        |        |        |        |  |  |             |             |             |             |             |             |
| |            |            |            |            |            |  |  |             |             |             |             |             |             |  |  |            |            |            |            |            |            |  |  | Hoster        | Hoster        | Hoster        | Hoster        | Hoster        | Hoster        |  |  | Minisa Whent  | Minisa Whent  | Minisa Whent  | Minisa Whent  | Minisa Whent  | Minisa Whent  |  |  | Brynden "O Peixe Negro" | Brynden "O Peixe Negro" | Brynden "O Peixe Negro" | Brynden "O Peixe Negro" | Brynden "O Peixe Negro" | Brynden "O Peixe Negro" |              |              |              |              |           |           |           |           |  |  |        |        |        |        |        |        |  |  |             |             |             |             |             |             |
| |            |            |            |            |            |  |  |             |             |             |             |             |             |  |  |            |            |            |            |            |            |  |  |               |               |               |               |               |               |  |  |               |               |               |               |               |               |  |  |                         |                         |                         |                         |                         |                         |              |              |              |              |           |           |           |           |  |  |        |        |        |        |        |        |  |  |             |             |             |             |             |             |
| |            |            |            |            |            |  |  |             |             |             |             |             |             |  |  |            |            |            |            |            |            |  |  |               |               |               |               |               |               |  |  |               |               |               |               |               |               |  |  |                         |                         |                         |                         |                         |                         |              |              |              |              |           |           |           |           |  |  |        |        |        |        |        |        |  |  |             |             |             |             |             |             |
| |            |            |            |            |            |  |  | 3 filhos    | 3 filhos    | 3 filhos    | 3 filhos    | 3 filhos    | 3 filhos    |  |  | Catelyn    | Catelyn    | Catelyn    | Catelyn    | Catelyn    | Catelyn    |  |  | Eddard Stark  | Eddard Stark  | Eddard Stark  | Eddard Stark  | Eddard Stark  | Eddard Stark  |  |  | Petyr Baelish | Petyr Baelish | Petyr Baelish | Petyr Baelish | Petyr Baelish | Petyr Baelish |  |  | Lysa                    | Lysa                    | Lysa                    | Lysa                    | Lysa                    | Lysa                    |              |              | Jon Arryn    | Jon Arryn    | Jon Arryn | Jon Arryn | Jon Arryn | Jon Arryn |  |  | Edmure | Edmure | Edmure | Edmure | Edmure | Edmure |  |  | Roslin Frey | Roslin Frey | Roslin Frey | Roslin Frey | Roslin Frey | Roslin Frey |
| |            |            |            |            |            |  |  | 3 filhos    | 3 filhos    | 3 filhos    | 3 filhos    | 3 filhos    | 3 filhos    |  |  | Catelyn    | Catelyn    | Catelyn    | Catelyn    | Catelyn    | Catelyn    |  |  | Eddard Stark  | Eddard Stark  | Eddard Stark  | Eddard Stark  | Eddard Stark  | Eddard Stark  |  |  | Petyr Baelish | Petyr Baelish | Petyr Baelish | Petyr Baelish | Petyr Baelish | Petyr Baelish |  |  | Lysa                    | Lysa                    | Lysa                    | Lysa                    | Lysa                    | Lysa                    |              |              | Jon Arryn    | Jon Arryn    | Jon Arryn | Jon Arryn | Jon Arryn | Jon Arryn |  |  | Edmure | Edmure | Edmure | Edmure | Edmure | Edmure |  |  | Roslin Frey | Roslin Frey | Roslin Frey | Roslin Frey | Roslin Frey | Roslin Frey |
| |            |            |            |            |            |  |  |             |             |             |             |             |             |  |  |            |            |            |            |            |            |  |  |               |               |               |               |               |               |  |  |               |               |               |               |               |               |  |  |                         |                         |                         |                         |                         |                         |              |              |              |              |           |           |           |           |  |  |        |        |        |        |        |        |  |  |             |             |             |             |             |             |
| |            |            |            |            |            |  |  |             |             |             |             |             |             |  |  |            |            |            |            |            |            |  |  |               |               |               |               |               |               |  |  |               |               |               |               |               |               |  |  |                         |                         |                         |                         |                         |                         |              |              |              |              |           |           |           |           |  |  |        |        |        |        |        |        |  |  |             |             |             |             |             |             |
| Robb Stark | Robb Stark | Robb Stark | Robb Stark | Robb Stark | Robb Stark |  |  | Sansa Stark | Sansa Stark | Sansa Stark | Sansa Stark | Sansa Stark | Sansa Stark |  |  | Arya Stark | Arya Stark | Arya Stark | Arya Stark | Arya Stark | Arya Stark |  |  | Brandon Stark | Brandon Stark | Brandon Stark | Brandon Stark | Brandon Stark | Brandon Stark |  |  | Rickon Stark  | Rickon Stark  | Rickon Stark  | Rickon Stark  | Rickon Stark  | Rickon Stark  |  |  |                         |                         |                         |                         | Robert Arryn            | Robert Arryn            | Robert Arryn | Robert Arryn | Robert Arryn | Robert Arryn |           |           |           |           |  |  |        |        |        |        |        |        |  |  |             |             |             |             |             |             |

### Série de televisão

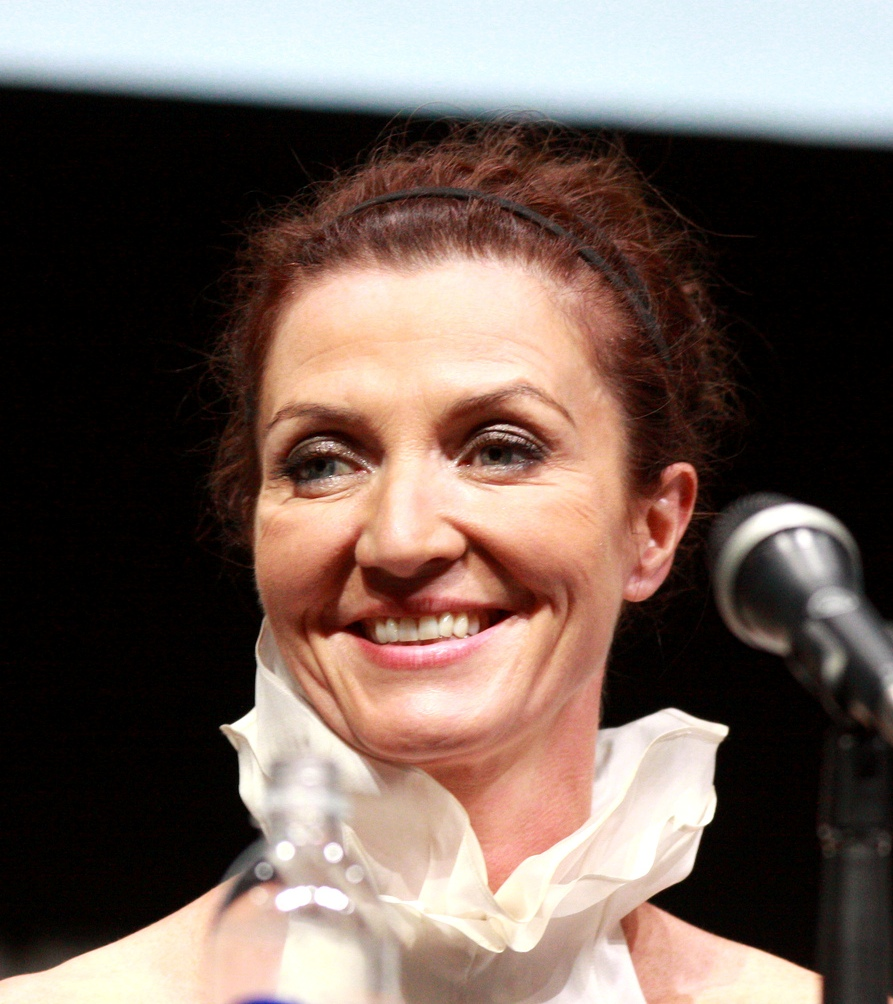
Michelle Fairley é Catelyn Stark na série de TV.

Em janeiro de 2007, a HBO garantiu os direitos de adaptação da série de Martin para a televisão. Jennifer Ehle foi originalmente escalada como Catelyn Stark e filmou suas cenas no piloto não exibido até que ela finalmente saiu por motivos familiares. Michelle Fairley foi então escalada para o papel, que desempenhou por três temporadas. O enredo de Catelyn diverge do livro após o casamento vermelho, pois ela nunca reaparece como Lady Coração de Pedra. 
O trabalho de Michelle Fairley foi aclamado pela crítica especializada: a revista TIME escreveu sobre sua interpretação no episódio que narra o Casamento Vermelho e sua morte e do filho, "The Rains of Castamere": "a performance fantástica de Michelle Fairley captura o horror no limite do desespero, a angústia e a loucura de uma mulher que perdeu o marido, os filhos (ela acredita que todos eles), seu neto (Jeyne Westerling foi morta grávida na festa), pode ter perdido as duas filhas e, por tudo que sabe, está testemunhando o extermínio da Casa a que pertence.